# 天体化学
天体化学（英語：astrochemistry），又稱天體化学；天体化学研究宇宙中元素和分子的豐度，以及它们和辐射的交互作用；还研究星际间气体和尘埃间的相互作用，特别是分子气体云的形成、相互作用和毁灭。天体化学和天文学以及化学有相互交叉之处。天体化学的研究範圍包含了太陽系行星際物質和星際物質。而研究隕石等太陽系物質元素豐度和同位素比例的學科又被稱為「宇宙化學」；研究星系物質中原子和分子以及前述物質和輻射交互作用的學科有時候稱為「原子和分子天文物理學」。天文化學最主要研究星際分子雲的形成、組成成分、演化和最終結局，因為這些相關知識與太陽系如何形成有關聯。
许多年来，天文学家缺少星际间的化学知识，认为星际间只是黑暗，无物。1950至60年代出现射电天文学，开始有令人兴奋的发现；观察氢分子的21公分線显示星际间有丰富的氢、氦、碳、氮等的各种化合物。从空间的微波谱发现，有180种类型的碳，氮等分子的拼料。这些分子绕化学键转动时就产生能量。研究这些新发现的化合物可以为我们提供很有价值的科学信息：
1. 这些分子（化合物）很有可能是生命的先驱；
2. 由于宇宙间稀薄的气体性质使在地球上不能实现的化学反应在星际间能实现，进而令人认识新的反应过程[2]。

## 光譜學
在天文化學中，光譜是非常重要的一個實驗性工具；天文學家使用望遠鏡量測光線在不同環境下分子和原子產生的吸收線和發射線。天文化學家藉著比較天文觀測和實驗室量測的結果推測恆星和星際雲的元素豐度、化學組成和溫度。前述的研究得以進行是因為各種原子、離子和分子有各自的特徵光譜；即為各種特定波長的吸收和發射譜線，而這些譜線經常是在肉眼不可見的電磁波譜上。然而，對電磁輻射的量測有一定程度的侷限性，特定的電磁輻射波長（例如無線電波、紅外線、可見光、紫外線等）只能偵測到特定種類的物質，而這取決於不同種類分子的化學性質。星際甲醛是在星際物質中偵測到的第一種有機分子。
偵測星際中單獨化學物種的最有效技術也許是射电天文学，並以此法發現百餘種星際化學物種，其中包含自由基、離子，以及醇、酸、醛、酮類有机化合物。星際中最多的其中一種分子，也是最容易以無線電波偵測的為CO（一氧化碳，因為其強大的電偶極矩）。事實上，CO因為是星際中相當大量的分子，因此被用來標示出星際空間中分子分布區域。電波天文觀測中最讓天文學家感興趣的分子或許是星際中的甘氨酸，這是構造最簡單的一種胺基酸，但這項發現也引發了一些爭議。這項發現引起爭議的其中一個原因是，雖然無線電波和其他方式（例如轉動光譜學）適合偵測有極大偶極矩的簡單化學物質，對其他較複雜分子並不敏感，甚至是例如胺基酸等相對較小分子。
此外，前述方式對於沒有偶極子的分子完全無法偵測。例如宇宙中至今最普遍的分子是H2（氫氣），但它並無偶極矩，因此無法被電波望遠鏡觀測到。再者，電波望遠鏡無法偵測非氣體狀態的物質。由於密集的分子雲溫度極低（10到50 K），分子雲內除了氫分子以外大多數種類分子都是冰凍的，即固態。因此這類分子必須使用其他波長的電磁波才能偵測到。氫很容易以紫外線和可見光觀測到其發射線與吸收線（參見氫原子光譜）。另外，大多數有機化合物的吸收和發射光譜波長範圍屬於紅外線；例如火星大氣層內的甲烷是以NASA設於夏威夷毛納基山天文台的口徑3公尺NASA紅外線望遠鏡發現。NASA還有操作裝載於飛機上的同溫層紅外線天文台和紅外線太空望遠鏡史匹哲太空望遠鏡。2012年6月的一篇論文則報告量測火星大氣層中氫和甲烷含量比例可以幫助確認火星上生命存在可能性。科學家在該論文中指出：「...低H2/CH4比（低於40）代表生命可能存在和活躍」。其他科學家近年則提出了在地外天體大氣層中偵測氫和甲烷的方式。
紅外線天文學還發現星際物質包含一系列複雜的氣體碳化合物，即多環芳香烴（英文縮寫PAH或PAC）。這些分子主要是由組成稠環的多個探原子組成（無論中性或離子態），可能是星系中最常見的一類碳化合物。它們也是來自隕石、彗星、小行星的宇宙塵中最常見的碳化合物分子。PAH和胺基酸、核鹼基以及其他隕石中的化合物攜帶了在地球上非常罕見的氘以及碳、氮、氧的特定同位素，證明它們來自地球以外。PAH被認為形成於熱源周圍的環境，例如瀕死的富含碳紅巨星周圍。
紅外線天文學也可用來估算星際物質中固態物體的組成成分，其中包含矽酸鹽、富含碳的油母質類固體、水冰。這是因為和可見光會被固體顆粒散射或吸收所不同的是，紅外線可通過微小的星際分子之間空隙，但在過程中有特定波長的電磁波會被吸收，成為顆粒組成成分的特徵。正如無線電天文學，紅外線天文學也有一定的限制，例如N2分子在無線電波或紅外線波段都難以被偵測到。
紅外線觀測已經確認在濃密星際雲中（雲中可減弱對分子為破壞性的紫外線輻射），微小顆粒周圍會有薄層的冰包覆，讓一些低溫化學反應得以發生。因為氫是至今宇宙中豐度最高的分子，這些冰的起始化學反應會由氫的化學性質決定。如果氫是原子，則氫原子可和氧、碳和氮原子反應，而產生水、甲烷和氨等「衰減」物質。但如果是氫分子則不會和其他原子發生反應，而是其他更重的原子之間發生反應或保持結合在一起，產生一氧化碳、二氧化碳、CN等。這些和各種分子混合的水冰會暴露在紫外線輻射和宇宙線下，會產生由輻射驅動的複雜化學反應。天文學家已經在實驗室中進行前述物質光化學實驗中製造出了胺基酸。星際和彗星中冰的相近性質（以及氣相化合物比較）已經被援引為星際和彗星化學之間有某種聯繫。這在某種程度上受到星尘号彗星探測器從彗星取得的樣本分析結果所支持，但分析結果中的礦物質也指出太陽星雲中高溫化學的貢獻程度讓人驚訝。

## 研究

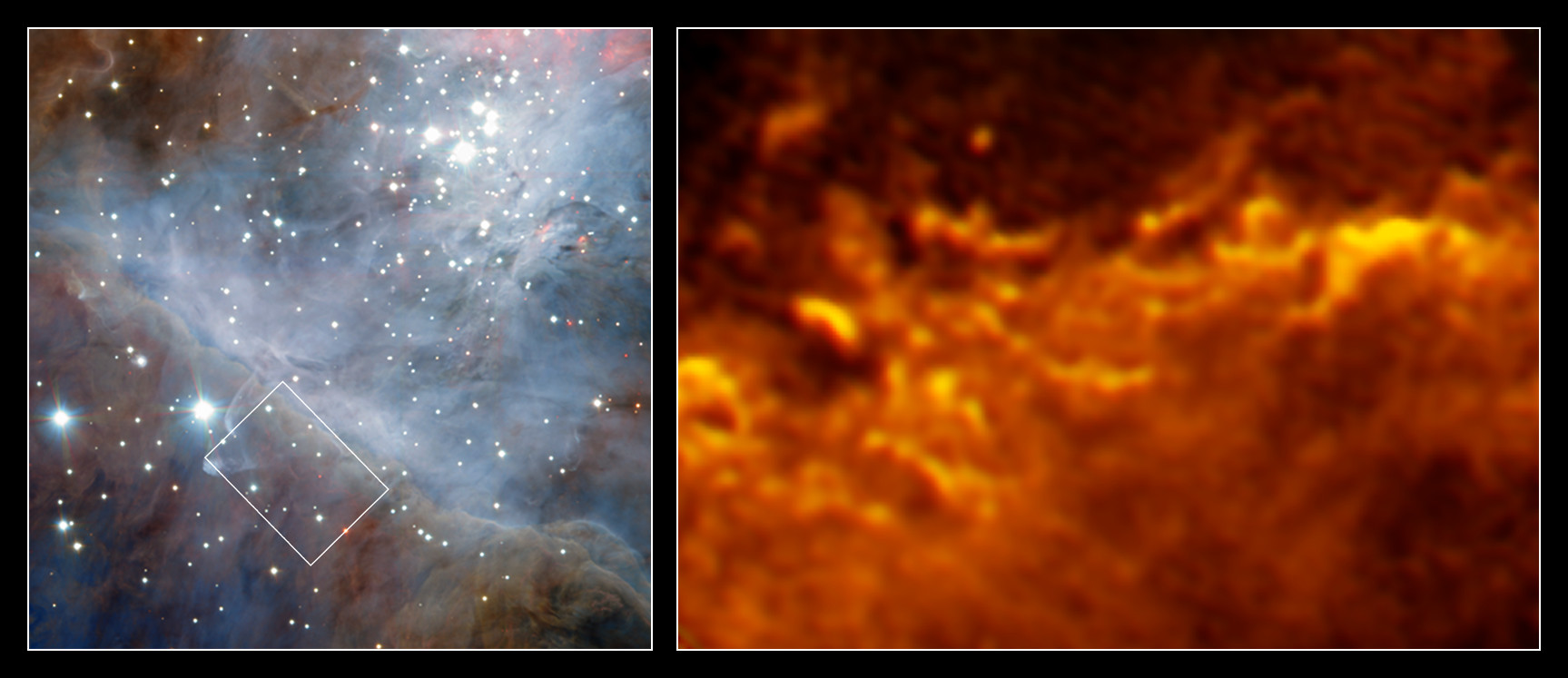
在奥尔特分子云边界从原子的到分子的气体的转变。

天文學家持續對星際和恆星周圍化學分子的形成和化學反應進行研究，而這些研究可能會對我們所認知的太陽系形成時分子雲內分子的了解有深遠影響。而彗星和小行星與富含碳的化學反應相關，並且隕石和星際物質塵埃每天落在地球表面的質量約1公噸。
星際和行星際的稀疏空間造成了一些不尋常的化學反應，因為對稱性禁阻反應在前述空間中除了最長時間尺度以外是無法發生的。因此，某些在地球上不能穩定存在的分子和分子離子在太空中有相當高的含量，例如H3+。天文化學和天体物理学、原子核物理学在判定恆星內發生的核反應、恆星演化的過程和判定恆星的「世代」上是相互交叉的部分。事實上，恆星中核反應會自然產生化學元素。當恆星的「世代」越晚，較晚形成的重元素在恆星內部含量越高。第一代恆星以氫作為核反應燃料，並產生氦。氫是宇宙中含量最高的元素，並且是核熔合產生其他元素的基本架構，而它的原子核內只有一個質子。重力將恆星物質向恆星中心聚集，使恆星中心有極高溫和高壓，核聚变因此得以進行。過程中原子核的結合產生的較重的元素，例如碳、氧和矽。在許多世代的恆星形成後會產生極重的元素，例如鐵和鉛。
2011年10月，科學家報告稱發現在宇宙塵中有複雜的有機物質（帶有芳香－脂肪族結構的無定形固體有機化合物），並且這些化合物可能是在天然環境中由恆星快速產生。
2012年8月29日，一群哥本哈根大學的天文學家宣布首次在遙遠恆星系統中發現糖分子乙醇醛。該種分子發現於距離地球約400光年的原恆星聯星系統IRAS 16293-2422。乙醇醛是形成功能類似DNA的RNA必需化學物質。這項發現顯示複雜有機分子可能在行星形成之前就在恆星系統周圍形成，最終在年輕行星的形成初期階段到達行星表面。
2012年9月，NASA的科學家提出一篇報告，報告稱星際物質狀態下的多環芳香烴在經過氫化、氧合和羟基化後會轉化為更複雜的有機化合物，即為分別朝向組成蛋白質和DNA的基礎材料胺基酸和核苷酸轉化。此外，這些變化會造成星際物質中多環芳香烴的光譜特徵會逐漸消失，這或許可以解釋星際的冰和塵埃光譜觀測中甚少有多環芳香烴的原因，由其是在寒冷而濃密星際雲外層或原行星盤的高層分子層。
2014年2月，NASA宣布成立追蹤宇宙中多環芳香烴(PAH)的改良光譜資料庫。根據部分天文學家推測，宇宙中超過20%的碳可能和多環芳香烴相關，可能是生命形成的起始物質。多環芳香烴可能在大爆炸後短時間內形成並廣泛散布在宇宙中，並且和恆星與行星形成有關連。
2014年8月11日，天文学家发表研究报告，通过首次使用阿塔卡马大型毫米波/亚毫米波阵列（ALMA）射电望远镜进行研究，详细分析了在彗星C/2012 F6（Lemmon）和C/2012 S1（ISON）的彗髮中的HCN，HNC，H2CO和灰尘的分布。
2015年7月，科学家报告说，在菲萊登陸器（Philae）首次接触67/P彗星表面时，COSAC和托勒密仪器的测量结果揭示有16种有机化合物，其中4种在彗星上首次被看见，包括乙酰胺、 丙酮、 异氰酸甲酯和丙醛。

## 外部連結
- Astrochemistry division of the International Astronomical Union
- The University of Arizona Astrochemistry Group
- Astrophysics & Astrochemistry at Astrochemistry.eu
- The Astrochemistry Lab at NASA Ames Research Center
- The Astrochemistry Lab at NASA Goddard Space Flight Center
- The University of Leiden Laboratory for Astrophysics
- The astrochemist (Resources for Astrochemists & Interested Bystanders)